# Jacek Chmielnik

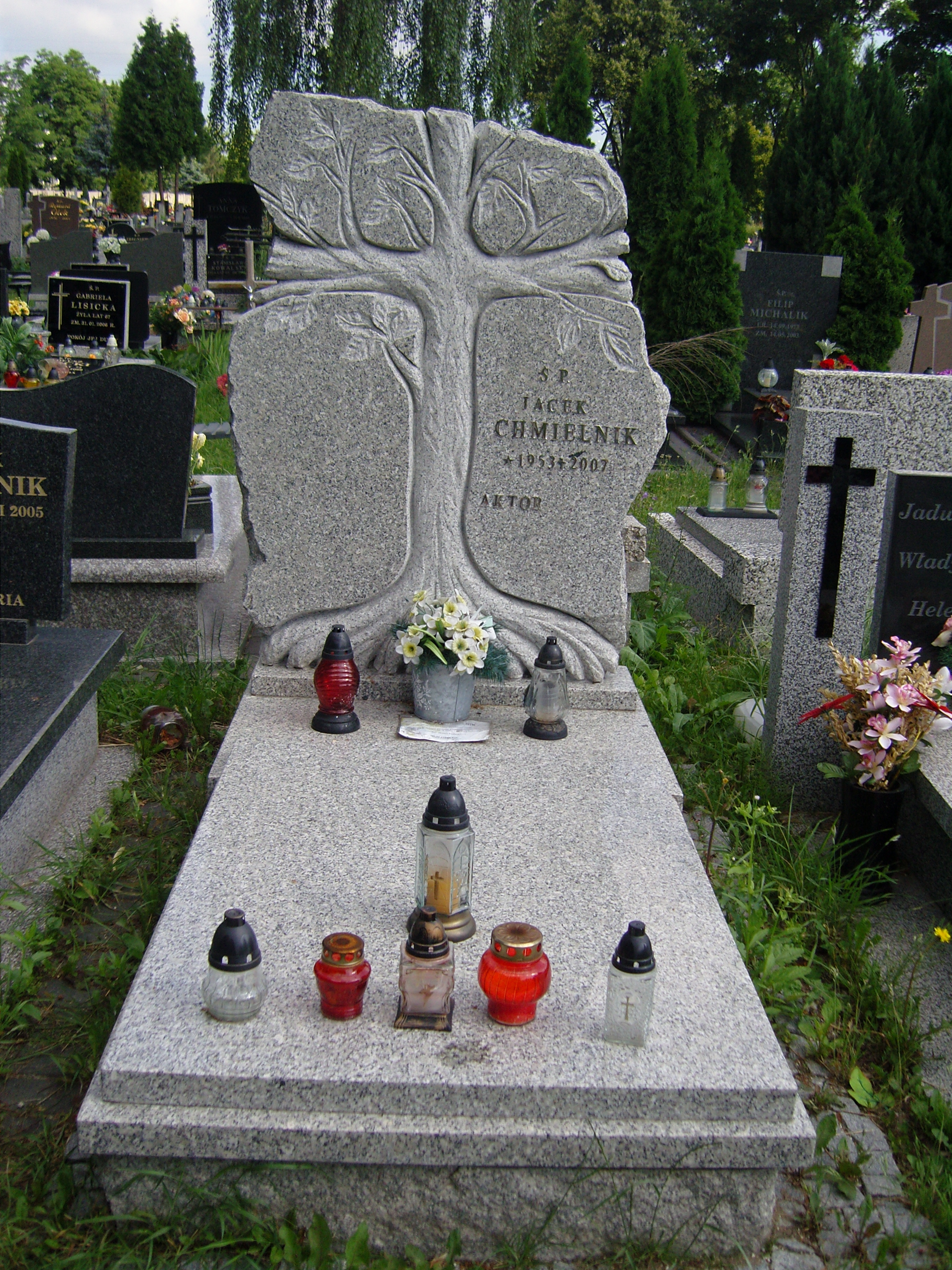
Jeho hrob v Lodži

Jacek Chmielnik (31. ledna 1953 Lodž, Polsko – 22. srpna 2007 Suchawa) byl polský filmový a divadelní herec, dramatik.
Je pochován na městském hřbitově v rodné Lodži.

## Filmografie

### Filmy
- 1981 Vabank, jako Mokša
- 1984 Vabank II, jako Mokša
- 1985 Zaproszenie
- 1986 Nad Němnem
- 1987 Kingsajz, jako Olgierd „Olo“ Jedlina
- 1987 Między ustami a brzegiem pucharu, jako hrabe Wentzel
- 1988 blisko spotkania z Wesołych diabłem
- 1988 Kolory Kochania

### Seriály
- 1974 Ile jest życia
- 1976 Polskie drogi (7. díl)
- 1986 Nad Niemi
- 1988 Przyjaciele wesołego ďábel
- 2000 Podobrém i pozlém (29. díl)
- 2001 Lokatorzy
- 2001 Marszałek Piłsudski (5. díl)
- 2002–2007 Samo Życie, jako Wiktor Wojdat
- 2002 Świat według Kiepskich (108. díl)
- 2003 Rodzina zastępcza (150. díl)
- 2005 szansa finanse
- 2005–2006 Warto kochać, jako Piotr

### Divadelní tvorba
- Romance
- Wiosna w zoo
- Psychodrama, czyli seks w życiu człowieka
- Giewont
- Psychoterapie, czyli seks w życiu człowieka
- Parla-Mental